# T’aech’ŏn-gun
T’aech’ŏn-gun, auch Thaechon, ist ein Landkreis im Zentrum der Provinz Nord-Pyongan, Nordkorea. Er grenzt an Taegwan und Tongchang im Norden, Unsan und Nyongbyon im Osten, Pakchon und Unjon im Süden und Kusong im Westen.

## Natur
Berge sind im ganzen Landkreis verstreut, wobei sich die Pinandok-Berge im Osten erheben. Deren höchster ist der Paegundoksan (백운덕산, 868 m), wobei die höchste Erhebung im Landkreis der Samgaksan (삼각산, 936 m) im Norden ist. Der Landkreis wird vom Taeryong-Fluss und seinen Nebenflüssen, wie dem Chonbang- und dem Chang-Fluss durchflossen.

## Klima
Das mittlere Jahrestemperatur beträgt 8,5 °C, mit einem Januarmittel von −10 °C und einem Augustmittel von 23,8 °C. Die jährliche Niederschlagsmenge beträgt 1338 mm. Im Durchschnitt gibt es 40 Nebeltage pro Jahr.

## Wirtschaft
Rund 64 % des Landkreises sind Wald und 30 % kultiviert. Angebaut werden Mais, Reis, Tabak und Gemüse. Taechon ist dabei führend in der Maiserzeugung der Provinz. Zusätzlich werden verschiedene Tiere gehalten wie Seidenraupen, Kaninchen, Rinder und Schweine. Es gibt zahlreiche Vorkommen an Gold und Graphit. Die Chongnyon-Palwon-Eisenbahnlinie zwischen Kusong und Kujang verläuft durch den Landkreis.
Zu den Bildungseinrichtungen in Taechon gehört die Technische Schule Taechon (태천전문학교).
Der Bau der Kerntechnischen Anlage T’aech’ŏn wurde 1994 in Übereinstimmung mit dem Genfer Rahmenabkommen gestoppt.

## Sehenswürdigkeiten
Der Silla-Ära-Tempel Yanghwasa befindet sich in Taechon.